# De Schalsumermolen
De Schalsumermolen is een poldermolen ten oosten van het dorpje Schalsum in de Nederlandse provincie Friesland.
De molen ligt even ten noorden van de Rijksstraatweg tussen Franeker en Dronrijp en even ten zuiden van de A31. De molen werd in 1801 gebouwd en heeft tot in de jaren zeventig van de twintigste eeuw de Grote Schalsumer Polder bemalen, later met behulp van een elektromotor. Vroeger was de molen ook uitgerust met zelfzwichting. In 1977 werd de molen eigendom van de Stichting De Fryske Mole. Deze liet de molen restaureren en hierbij werd weer een Oudhollands gevlucht met zeilen aangebracht. Ook werd de molen maalvaardig in een circuit gemaakt omdat door peilverlagingen de molen als maalwerktuig niet langer te handhaven was.
De molen voert het water op met een vijzel en de roeden hebben een lengte van ruim 20 meter. Een vrijwillig molenaar laat de molen zeer regelmatig malen en geeft op zaterdag les aan aankomende vrijwillige molenaars.

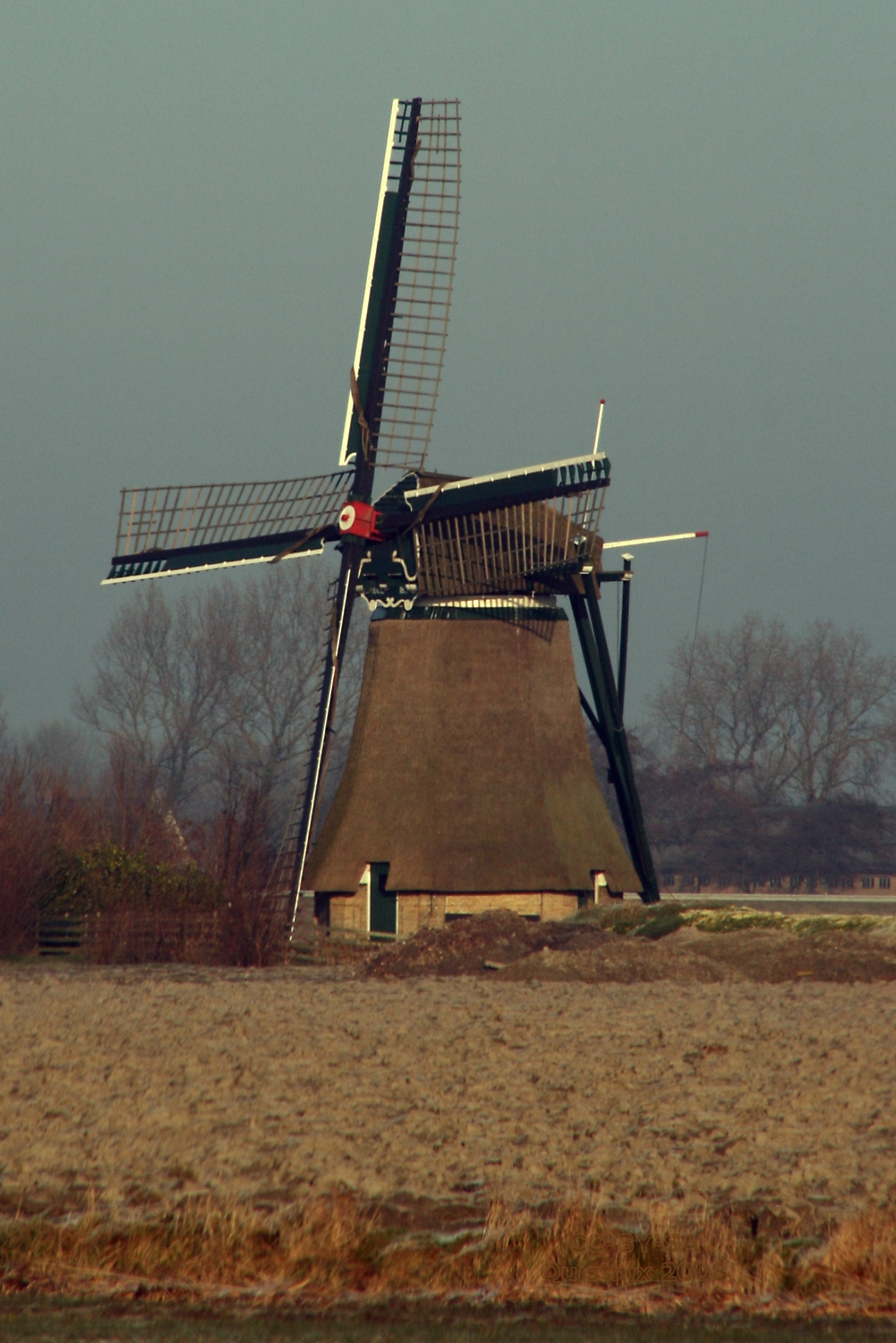
De Schalsumer molen (2008)